# Бартоломеус III фон Щархемберг-Шаунберг
Бартоломеус III фон Щархемберг-Шаунберг (на немски: Bartholomäus III von Starhemberg-Schaunberg; * 1625, дворец Ридег; † 23 март 1676, Виена) е благородник от стария австрийски прочут благороднически род Щархемберг, граф на Щархемберг-Шаунберг със замък Шаунбург в Долна Австрия.

## Произход и смърт
Той е син на граф Гундакар XV фон Щархемберг (1594 – 1652) и съпругата му фрайин Анна Сабина фон Дитрихщайн (1605 -1645), дъщеря на фрайхер Бартоломаус фон Дитрихщайн-Холенбург (1579 – 1635) и фрайин Елизабет Жоел фон Франкинг, наследничка на Ридау († 1635). Внук е на Райхард фон Щархемберг (1570 – 1613) и фрайин Юлиана фон Рогендорф (1579 – 1633). Брат е на Готхард фон Щархемберг (* 1629), убит при дуел, на Юлиана Елизабет фон Щархемберг (1627 – 1699), омъжена за фрайхер Виктор Фердинанд фон Тойфел-Гундерсдорф, и 1668 г. за граф Фердинанд Ернст фон Херберщайн († 1691).
През 1559 г. Щархембергите получават Графството Шаунберг в Долна Австрия. Замъкът Шаунбург до днес е собственост на фамилията. През 1593 г. дядо му Райхард фон Щархемберг получава дворец Ридег, който е продаден през 1933 г.
Бартоломеус III фон Щархемберг-Шаунберг умира на 52 години на 22 март 1676 г. във Виена и е погребан при капуцинерите в Линц.
Щархембергите са от 1643 г. имперски графове и от 1765 г. имперски князе.

## Фамилия
Бартоломеус III фон Щархемберг-Шаунберг се жени на 30 декември 1650/14 февруари 1651 г. във Виена за Естер фон Виндиш-Грец († 20 юни 1697, Регенсбург), внучка на фрайхер Вилхелм фон Виндиш-Грец († 1610), дъщеря на фрайхер Адам Зигфрид фон Виндиш-Грец (1585 – 1640/1648), и първата му съпруга фрайин Магдалена фон Грайсен или втората му съпруга Кристина Шрот фон Киндберг († 1651). Те имат децата:
- Гундакар XVI фон Щархемберг (* 10 януари 1652; † 20 март 1702, Ридег), граф, женен на 21 февруари 1677 г. във Виена за Мария Анна фон Рапах (* 30 авуст 1654; † 6 август 1721); имат 12 деца
- Сабина Кристина (* 22 август 1655, Аурберг при Линц; † 14 април 1725, Виена), омъжена на 1 август 1672 г. във Виена за граф Георг Юлиус фон Гилайз, фрайхер фпн Зонберг (* 15 септември 1641, дворец Зонберг; † 6 септември 1700, Виена)
- Гвидо фон Щархемберг (* 11 ноември 1657, Грац; † 7 март 1737, Виена), граф, императорски австрийски военачалник, фелдмаршал
- Хайнрих Франц (* 7 май 1659; † 31 декември 1715)
- Доротея Рената (* 6 май 1660)|
- Анна Франциска (* 1 юни 1668; † 1714)
- Адам Максимилиан Франц (* 11 октомври 1669, Виена; † 27 ноември 1741, Виена), граф, женен I. на 24 май 1706 г. във Виена за графиня Мария Франциска де Ланой (* 8 декември 1683; † 19 януари 1724, Виена), II. 1735 г. за графиня Гвидобалдина фон Щархемберг (* 6 декември 1706; † 23 юни 1767, Виена), дъщеря на граф Гундемар Йозеф фон Щархемберг (1679 – 1743); има общо 12 деца